# Boadicea flavimacula
Boadicea flavimacula är en fjärilsart som beskrevs av Elliot C.G. Pinhey 1968. Boadicea flavimacula ingår i släktet Boadicea och familjen björnspinnare. Inga underarter finns listade i Catalogue of Life.